# 421 Brygada Pancerna
421 Brygada Pancerna (hebr. חטיבה 421, nazywana także Brygadą przeprawy, חטיבת הצליחה, Chatiwat ha-Clicha) – nieistniejący pancerny związek taktyczny Sił Obronnych Izraela.
Brygada została sformowana w latach 1972–1973. W trakcie wojny Jom Kipur walczyła na Synaju w strukturach 143 Rezerwowej Dywizji Pancernej generała Ariela Szarona. Jako pierwsza pancerna formacja izraelskiej armii przekroczyła Kanał Sueski. Po wojnie zmieniono numer brygady na 755 (hebr. חטיבה 755)
W 1986 roku brygada została rozformowana.

## Formowanie brygady
421 Brygada Pancerna powstała w latach 1972–1973, jej dowódcą mianowano pułkownika Chajjima Ereza. Podporządkowana została 143 Rezerwowej Dywizji Pancernej, którą dowodził generał Ariel Szaron. Zdecydowano, że głównym wyposażeniem będą czołgi Magach 3 (izraelska modyfikacja czołgu M48A3 Patton). Kadrę brygady stanowili rezerwiści (m.in. 14 i 401 Brygady Pancernej), którzy walczyli na Synaju w wojnie sześciodniowej (1967) oraz wojnie na wyczerpanie (1967–1970). W okresie formowania ilość sprzętu przyznana brygadzie pozwalała na wyposażenie dowództwa i tylko jednego batalionu.
W skład brygady weszły dowództwo, trzy bataliony pancerne i kompania zwiadu na jeepach.

## Wojna Jom Kipur
W dniu wybuchu wojny 599 Batalion Pancerny posiadał 22 czołgi Magach 3, co stanowiło tylko część uzbrojenia batalionu. Dowódcy dwóch pozostałych batalionów (264 i 257) zmuszeni byli szukać sprzętu dla podkomendnych. Ostatecznie 32 czołgi uzyskano ze Szkoły Korpusu Pancernego w Dżuls, 21 czołgów z bazy wojskowej Sziwta oraz sześć czołgów z jednostki remontowo-modernizacyjnej. Otrzymany sprzęt nie był w pełni gotowy do użycia w walce, były to czołgi szkoleniowe lub w trakcie remontu i brakowało w nich wielu elementów wyposażenia. Brygada nie otrzymała również zestawów niskopodwoziowych do transportu czołgów.

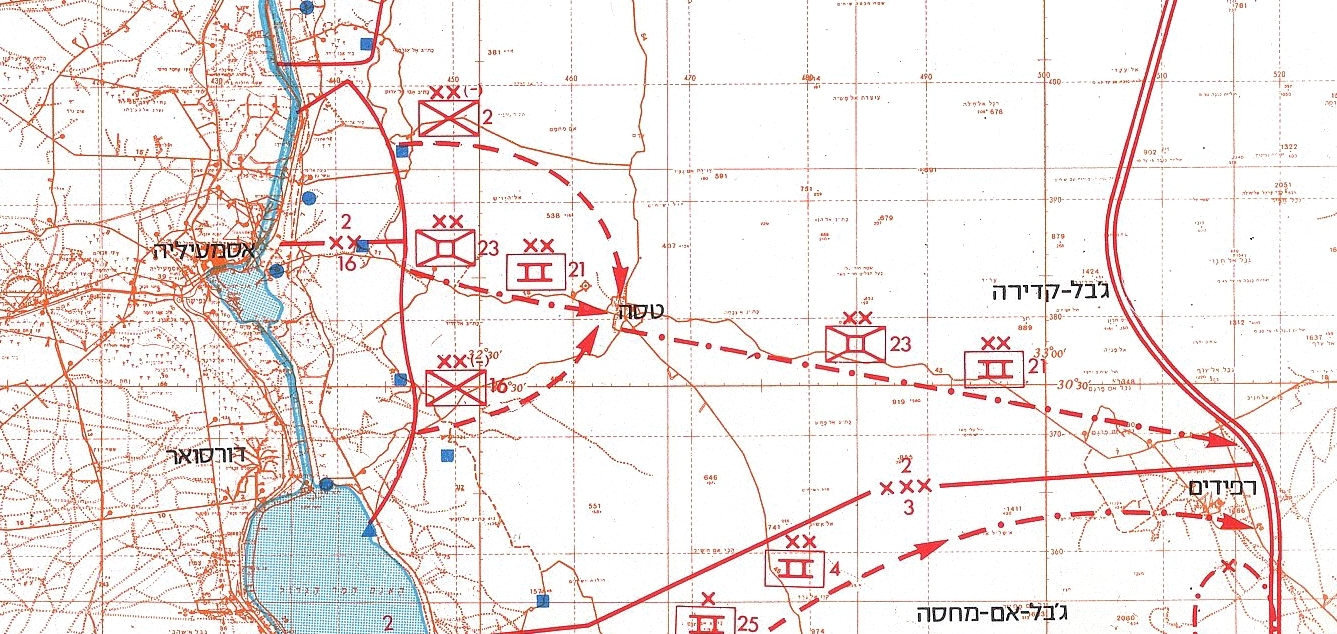
Planowany kierunek natarcia egipskiej 21 Dywizji Pancernej przez obóz wojskowy Tasa.

7 października generał Szaron powierzył brygadzie odpowiedzialność za prowadzenie działań opóźniających i hamujących egipskie natarcie na środkowym odcinku frontu synajskiego. Brała udział między innymi w walkach o grzbiet Chamutal oraz w walkach powstrzymujących Egipcjan przed zajęciem przełęczy Mitla, w których poniosła duże straty. W dniach 11–13 października brygada broniła drogi Talisman biegnącej do obozu wojskowego Tasa (30°33′8″N 32°37′44″E) i w głąb Synaju. 14 października brygada brała udział w walkach z 14 Brygadą Pancerną egipskiej 21 Dywizji Pancernej. Według różnych szacunków 421 Brygada Pancerna zniszczyła od 50 do 70 czołgów przeciwnika i powstrzymała natarcie Egipcjan. Część brygady zostało jeszcze w nocy oddelegowanie na próby holowania mostu kołowego nad Kanał Sueski.
15 października 143 Rezerwowa Dywizja Pancerna w ramach operacji „Abirej Lew” została wyznaczona do utworzenia przeprawy przez Kanał Sueski i sforsowania go. Brygada otrzymała zadanie osłaniania 247 Rezerwowej Brygady Spadochronowej pułkownika Daniego Mata, która miała przekroczyć kanał i utworzyć na jego zachodnim brzegu przyczółek. Następnie 421 Brygada Pancerna miała przeprawić część swoich sił, wspomóc spadochroniarzy Mata w umocnieniu oraz powiększeniu przyczółku, a następnie przeprowadzić ataki na stanowiska egipskiej obrony przeciwlotniczej. Na potrzeby tego zadania brygada otrzymała do dyspozycji mosty barkowe oraz amfibie mostowe Gillois. Z brygady wydzielono batalion odpowiedzialny za holowanie mostu kołowego do miejsca przeprawy. W związku z walkami o Chińską Farmę most kołowy nie mógł dotrzeć na czas na miejsce przeprawy, część brygady uwikłana była w walki z wojskami egipskimi, dlatego siły, które dotarły ze spadochroniarzami Mata do Kanału Sueskiego, przystąpiły do przeprawy przy pomocy amfibii.

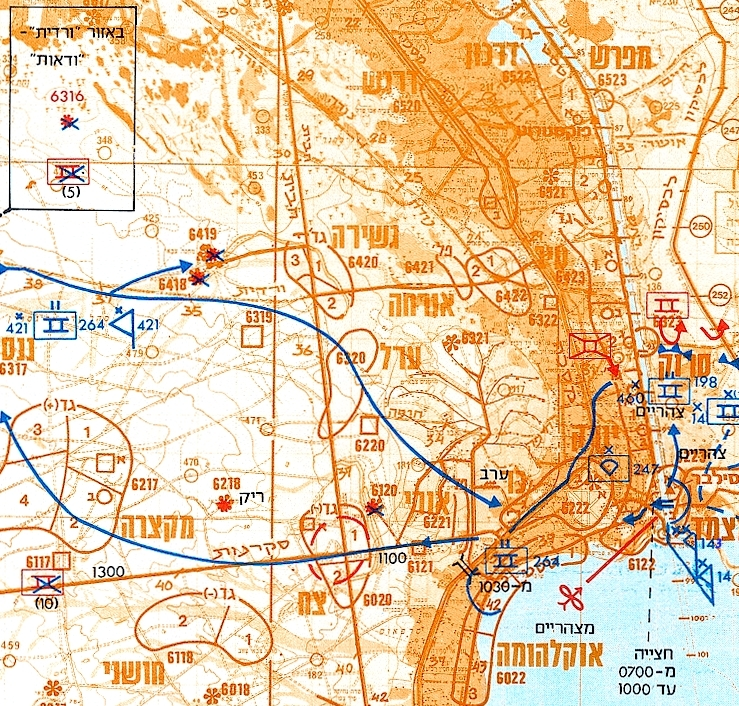
Działania rajdowe 421 Brygady Pancernej na zachodnim brzegu Kanału Sueskiego (16 października).

16 października 21 lub 28 czołgów oraz kompania zmechanizowana z transporterami M113 znalazła się na zachodnim brzegu Kanału Sueskiego. Była to pierwsza izraelska formacja pancerna po tej stronie kanału, a druga w ogóle, po spadochroniarzach Mata. W ramach działań rajdowych brygady przeprowadzonych na zachodnim brzegu kanału zniszczono cztery bazy pociskami ziemia-powietrze bez strat w ludziach i sprzęcie. Po wykonanym zadaniu siły powróciły do obrony przyczółku. 17 października brygada kontynuowała walki w obszarze przyczółku, np. o lotnisko Déversoir lub 599 Batalion Pancerny w bitwie o obóz Abu Sultan.
Do zawieszenia ognia 24 października brygada rozlokowana była 15 km na południe od Ismailii, przy drodze prowadzącej z Kairu.
W trakcie wojny zginęło 48 żołnierzy batalionu.

## Lata 1974–1986
Po wojnie brygada realizowała zadania wynikające z zabezpieczenia granic na obszarze Synaju, Arawy, Wzgórz Golan i granicy libańsko-izraelskiej. W tym okresie zmieniono numer brygady na 755. W czerwcu 1982 roku w związku z wybuchem I wojny w Libanie brygada została postawiona w stan gotowości i zmobilizowana w ramach dywizji. Po trzech tygodniach bycia w gotowości w bazie Sde Tejman, na północny zachód od portu lotniczego Beer Szewa, brygada została zdemobilizowana. W 1986 roku w ramach polityki redukcji personelu wojskowego formacja została rozwiązana.

## Dowódcy
Na czele brygady stali następujący dowódcy:
- gen. dyw. Chajjim Erez
- gen. bryg. Gideon Awidor
- płk Chajjim Elkan
- gen. bryg. Awi Romano
- płk Jehuda Newe
- płk Chajjim Elkan